# ويليام بورغس (متسابق يخت)
ويليام بورغس هو متسابق يخت كندي، ولد في 26 أكتوبر 1930.

## وصلات خارجية
- ويليام بورغس على موقع أوليمبيديا (الإنجليزية)